# Кухта Антон Олександрович
Антон Олександрович Кухта (нар. 29 червня 1991, Україна) — український футболіст, нападник аматорського клубу «Колос» (Кобеляки).

## Життєпис
Футбольний шлях розпочав у кременчуцькому «Кремені». У 2008 році підписав контракт з першою командою кременчуцького клубу. Проте у футболці «Кременя» дебютував 24 жовтня 2008 року в програному (0:2) домашньому поєдинку 16-о туру групи Б Другої ліги проти ФК «Полтави». Антон вийшов на поле на 66-й хвилині, замінивши Романа Безуса. Зіграв 5 матчів за кременчуцьку команду в Другій лізі, а в серпні 2009 року залишив розташування клубу. Після цього виступав на аматорському рівні за ФК «Лубни», «Атлант» (Семенівка) та «Фламінго» (Комсомольськ). З 2017 року захищає кольори кобеляцького «Колосу».

## Статистика виступів

### Клубна
Станом на 7 жовтня 2009
| Клуб      | Сезон   | Ліга  | Ліга | Кубок | Кубок | Загалом | Загалом |
| Клуб      | Сезон   | Матчі | Голи | Матчі | Голи  | Матчі   | Голи    |
| --------- | ------- | ----- | ---- | ----- | ----- | ------- | ------- |
| «Кремінь» | 2008-09 | 5     | 0    | 0     | 0     | 5       | 0       |
| «Кремінь» | 2009-10 | 0     | 0    | 0     | 0     | 0       | 0       |
| «Кремінь» | Загалом | 5     | 0    | 0     | 0     | 5       | 0       |
| Кар'єра   | Загалом | 5     | 0    | 0     | 0     | 5       | 0       |